# La Corrida (The Bullfight painting)
La Corrida (The Bullfight painting) est un ensemble monographique sur la corrida peint par Fernando Botero au début des années 1980 et présenté à New York à la galerie Marleborough dans le cadre d'une exposition faisant le tour du sujet. Un des plus grands tableaux de cette série est l'huile sur toile intitulée La Mort de Luis Chalmeta (175 × 121,9).

## Contexte
Bien que traumatisé par son expérience dans une école taurine de Medellín, où son oncle l'avait inscrit, Botero sera par la suite fasciné et fortement inspiré par le spectacle de tauromachie : ses premiers dessins et peintures ont pour thème la corrida, en particulier dans les années 1980. Tout récemment, il a encore réalisé une affiche annonçant la corrida du matador Sébastien Castella.

## Description
En avril 1985, Botero présente pour la première fois à la Marlborough galerie de New York un ensemble monographique sur la corrida composé des différents tercios (phases) de la lidia. Généralement de grands formats (La Corrida est un des plus petits) comme Le Picador allant à l'arène ou La Mort de Luis Chalmeta (un des plus grands formats), cet ensemble impressionnant de 25 toiles offre un résumé de la lidia et de ses mondes périphériques. La série comprend notamment : " La cour des chevaux et un alguazil", le public dans les gradins : Le Tendido, La Pica, Banderilles Derechazo, l'Estocade (a recibir). Des danseuses de flamenco et des guitaristes complètent l'ensemble. Ces toiles ont été réalisées dans les années qui précèdent l'exposition.

## Exposition sur les peintures de tauromachie
En 1987, les peintures de tauromachie de Botero ont été exposées au Musée Reina Sofía de Madrid de juin à août.  L'ensemble a été enrichi de peintures plus dramatiques, avec notamment le squelette de la mort armé d'une faux à côté du taureau